# Колотуша Василь Іванович
Василій Іванович Колотуша (26 червня 1941 — 11 липня 2020) — радянський та російський дипломат. Надзвичайний і Повноважний Посол.

## Біографія
Закінчив МДІМВ МЗС СРСР (1965).
З 22 квітня 1986 року по 14 вересня 1990 року обіймав посаду Надзвичайного та Повноважного Посла СРСР у Лівані.
У 1990—1992 роках — начальник Управління Близького Сходу та Північної Африки МЗС СРСР/Росії.
З 16 грудня 1992 року по 31 грудня 1999 рік — Надзвичайний і Повноважний Посол Росії в Марокко.
Був одружений, двоє дітей.

## Нагороди та почесні звання
- Орден Дружби народів (17 серпня 1991)
- Медаль «За трудову доблесть»
- Медаль «Ветеран праці»
- Почесний працівник Міністерства закордонних справ Російської Федерації

## Основні праці
- Колотуша В. И. Сколько стоит жизнь посла в тротиловом эквиваленте? Бейрутские зарисовки, 1986–1990 гг / Отв. ред. А. О. Филоник; Институт востоковедения РАН. — М. : ИВ РАН, 2013. — 140 с. — (Российские дипломаты в странах Востока) — ISBN 978-5-89282-539-9.
- Колотуша В. И. «Лагерь содержания неизвестен… Место захоронения — Wlodomierz»: История одного из лагерей советских военнопленных. — М. : Весь Мир, 2018. — 440 с. — 1000 прим. — ISBN 978-5-7777-0721-5.
- Колотуша В. И. Без грифа секретности или байки старого толмача. — М. : Весь Мир, 2020. — 464 с. — ISBN 978-5-7777-0816-8.